# Lịch sử nước mắm
Các sản phẩm lên men truyền thống là một trong các sản phẩm lên men phổ biến của các dân tộc trên thế giới, sản xuất thủ công mang sắc thái kinh nghiệm và bản sắc riêng của từng dân tộc, truyền từ đời này sang đời khác.
Các sản phẩm lên men truyền thống đã tạo thành một thói quen của các dân tộc trên thế giới, do đó, tới bây giờ chưa có nhà nghiên cứu nào về lịch sử nước mắm ra đời từ năm nào và có tự bao giờ.
Các nghiên cứu hay các phát hiện về nước mắm là các nghiên cứu về thành phần chất có trong nước nước mắm, các phản ứng hóa học, v..v..Còn xét về nguồn gốc có tự bao giờ, ai đã sáng tạo nên nước mắm ở Việt Nam, bài viết này không đề cập đến nó, vì nước mắm là cha truyền con nối, làm nước mắm gắn liền với việc khai hoang, mở cõi của người Việt.

## Thành phần chất có trong nước mắm
Nước mắm là sản phẩm lên men từ các loại cá, là sản phẩm truyền thống của dân tộc Việt Nam. Nước mắm được sản xuất rất lâu, nước mắm đã gắn liền với đời sống hằng ngày và là một bản sắc văn hóa rất riêng của dân tộc Việt Nam.
Nghiên cứu nước mắm ở Phú Quốc và Bình Thuận. Các kết quả nghiên cứu về thành phần hóa học của nước mắm và nghiên cứu khá tỉ mỉ về công nghệ sản xuất nước mắm.
Các kết quả nghiên cứu:
- Nước mắm là hỗn hợp các amino acid,tạo thành do sự thủy phân của proteaza
- Muốn có tác dụng ức chế vi sinh vật gây thối.Tỷ lệ muối thích hợp là 20÷25%.
- Tác dụng là ngấu và tạo hương ngoài proteaza của vi sinh vật còn do các enzym tiêu hóa cơ trong nội tạng cá.
- Nhiệt độ có tác dụng rất lớn đến hoạt động của các enzym. Nhiệt độ thích hợp là 36÷44oC.
- Trong quá trình thủy phân, độ axit tăng.

## Các nhà nghiên cứu nước mắm Việt Nam
Người Việt Nam đầu tiên tham gia nghiên cứu nước mắm là Đinh Minh Kha và Nguyễn Xuân Thọ. Các nghiên cứu này xoay quanh về chế độ hoạt động của proteaza và thành phần của nước mắm. Các nghiên cứu này tập trung rất nhiều vào khu hệ vi sinh vật cá và tác dụng của chúng trong quá trình tạo ra nước mắm.
Nội dung chủ yếu của các nghiên cứu:
1. Nghiên cứu so sánh các phương pháp sản xuất nước mắm ở các địa phương.
2. Nghiên cứu chế độ nhiệt độ trong quá trình thủy phân nước mắm.
3. Nghiên cứu các chế phẩm enzym nhằm mục đích rút ngắn quá trình lên men nước mắm.
4. Nghiên cứu chế độ cho muối vào trong suốt thời kỳ lên men nước mắm.
5. Nghiên cứu tính chất nguyên liệu và các quy trình công nghệ phù hợp với từng loại nguyên liệu ban đầu.

## Giá trị các nghiên cứu
Góp phần trong việc hoàn thiện và nâng cao quy trình công nghệ và chất lượng nước mắm của Việt Nam.